# Glossamia
Glossamia es un género de peces de la familia Apogonidae, del orden Perciformes. Este género marino fue descrito por primera vez en 1863 por Theodore Nicholas Gill.

## Especies
Especies reconocidas del género:
- Glossamia abo (Herre, 1935)
- Glossamia aprion (J. Richardson, 1842)
- Glossamia arguni Hadiaty & G. R. Allen, 2011[2]
- Glossamia beauforti (M. C. W. Weber, 1907)
- Glossamia gjellerupi (M. C. W. Weber & de Beaufort, 1929)
- Glossamia heurni (M. C. W. Weber & de Beaufort, 1929)
- Glossamia narindica T. R. Roberts, 1978
- Glossamia sandei (M. C. W. Weber, 1907)
- Glossamia timika G. R. Allen, Hortle & Renyaan, 2000
- Glossamia trifasciata (M. C. W. Weber, 1913)
- Glossamia wichmanni (M. C. W. Weber, 1907)